# Haus Heven

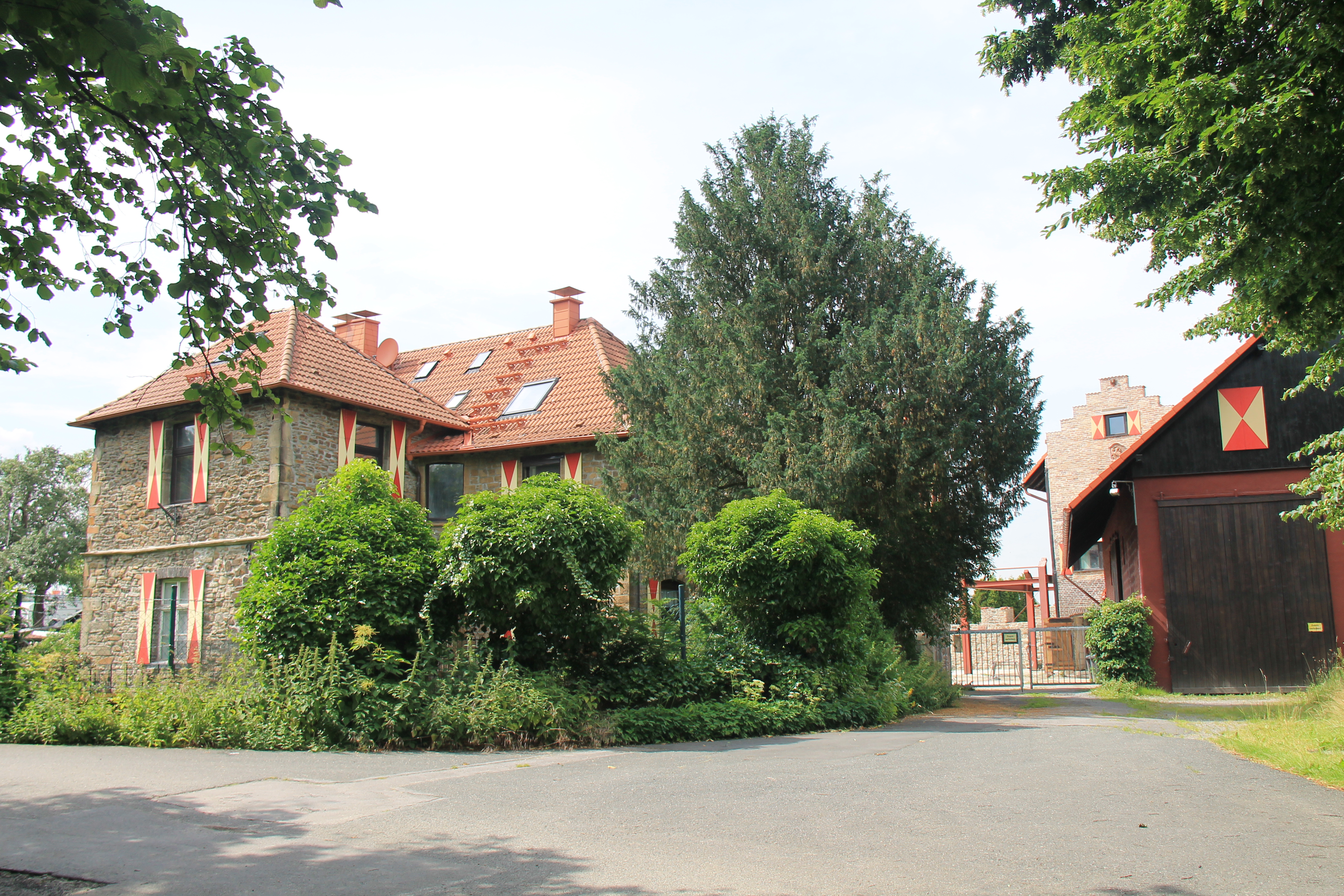
Haus Heven im Jahr 2013

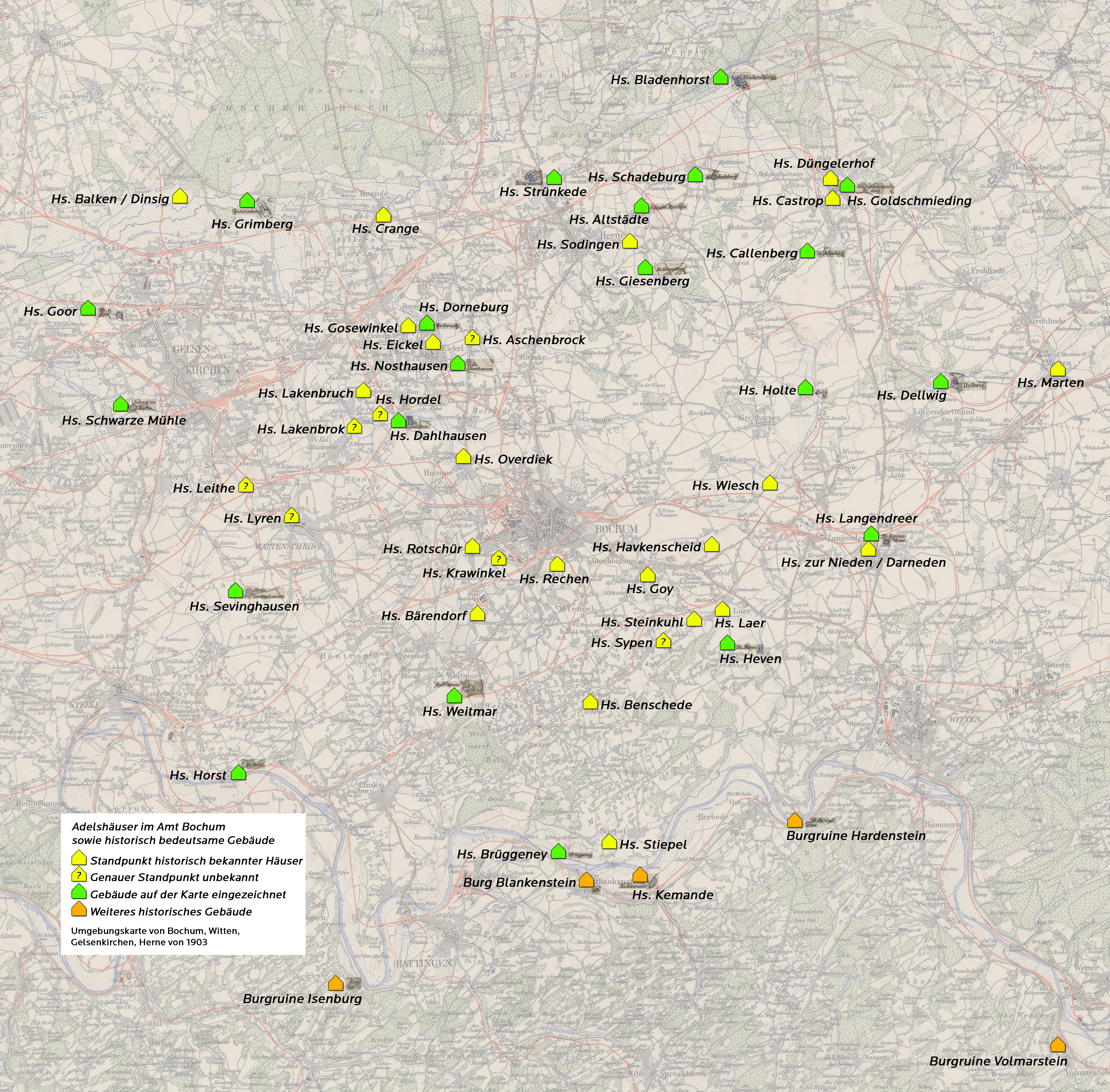
Die Adelssitze und Rittergüter im Amt Bochum mit einer Einzeichnung von Haus Heven

Haus Heven ist ein ehemaliges Rittergut am Ufer des Oelbachs im Bochumer Stadtteil Querenburg. Es befindet sich im Gerlach-von-Heven-Weg und wird heute als privat bewirtschafteter Bauernhof genutzt.

## Geschichte
Im 11. Jahrhundert zum Besitz der Abtei Werden gehörend, wurde der damalige große Hof im Urbar des Klosters als „suyta Hevinne“ erstmals urkundlich erwähnt. Später wurde er durch die Werdener Äbte als Lehen an adlige Dienstmannen vergeben. Im Jahr 1344 war der Lehnsnehmer mit Henrici de Lutzelowe ein Angehöriger der Familie von Lüttelnau, deren Stammsitz ein Rittergut im heutigen Essener Stadtteil Kettwig war, an den noch der Essener Kattenturm erinnert. Nach dem nahe gelegenen Dorf nannten sich die Ritter später auch „von der Hevene“ und bauten den Hof zu einer Wasserburg aus.
Das Anwesen kam zu Beginn des 15. Jahrhunderts an die Herrn von Vaerst (auch „von dem Vorste“ genannt), zu deren Besitz auch das Rittergut Kallenberg bei Kirchende gehörte. Damals wurde Haus Heven ausdrücklich als Burg erwähnt, zu der eine Mühle gehörte. Nachdem die Ritter von Vifhusen vorübergehend auf dem Gut saßen, gelangte es erst an die „vom Holte“ und ab 1527 an die Ritter von Elverfeld, die das Lehen bis 1627 innehatten. Im Jahr 1629 wurde wieder ein Mitglied der Familie von Vaerst damit belehnt: Conrad von Vaerst zum Callenberg. Sein Nachfahr, der Freiherr Ludolf Bernhard von Vaerst, verkaufte Haus Heven am 25. März 1747 für 46.800 Reichstaler an Wilhelm Ludolf von Boenen zu Berge.
Nachdem es kurzzeitig im Besitz der Freiherren von der Recke gewesen war, kam es über Mitglieder der Familie von Boenen an die Grafen von Westerholt-Gysenberg.
Ein Verzeichnis der zum Gut gehörigen Pertinenzen aus dem Jahr 1816 beschreibt das Wohnhaus des Anwesens als ein Gebäude, das „mäßig aufgeführt“ war und „kaum noch an den alten Rittersitz erinnern mochte.“ Der Wassergraben, der die Gutsgebäude umgab, war zu jener Zeit vollständig verschlammt.
Um 2010 wurde das Haus umfassend renoviert. Auf der Rückseite kam eine Mauer hinzu, in fast historistischem Stil.